# شارون میلر
شارون میلر (انگلیسی: Sharron Miller) فیلم‌نامه‌نویس، تهیه‌کننده فیلم، کارگردان تلویزیونی و کارگردان فیلم اهل ایالات متحده آمریکا است.
از فیلم‌ها یا مجموعه‌های تلویزیونی که وی در آن‌ها نقش داشته‌است، می‌توان به موکل، هتل ملیبو، فرصت‌های دوباره و تماشاخانه آمریکایی اشاره نمود.
وی همچنین برندهٔ جوایزی همچون جایزه انجمن کارگردانان آمریکا، جایزه امی ساعات پربیننده و جایزه پیبادی شده‌است.